# Arrondissement de Tarbes
L'arrondissement de Tarbes est une division administrative française, située dans le département des Hautes-Pyrénées et la région Occitanie.

## Composition

### Composition jusqu'en 2016
- canton d'Aureilhan
- canton de Bordères-sur-l'Échez
- canton de Castelnau-Magnoac
- canton de Castelnau-Rivière-Basse
- canton de Galan
- canton de Laloubère
- canton de Maubourguet
- canton d'Ossun
- canton de Pouyastruc
- canton de Rabastens-de-Bigorre
- canton de Séméac
- canton de Tarbes-1
- canton de Tarbes-2
- canton de Tarbes-3
- canton de Tarbes-4
- canton de Tarbes-5
- canton de Tournay
- canton de Trie-sur-Baïse
- canton de Vic-en-Bigorre.

### Composition depuis 2017
Depuis 2015, le nombre de communes des arrondissements varie chaque année soit du fait du redécoupage cantonal de 2014 qui a conduit à l'ajustement de périmètres de certains arrondissements, soit à la suite de la création de communes nouvelles.
La composition de l'arrondissement est modifiée au 1er janvier 2017 par l'arrêté du 29 décembre 2016. Le nombre de communes de l'arrondissement de Tarbes est ainsi de 225 en 2015, 225 en 2016 et 212 en 2017.
Au 1er janvier 2024, l'arrondissement groupe les 212 communes suivantes :
1. Allier
2. Andrest
3. Angos
4. Ansost
5. Antin
6. Arcizac-Adour
7. Aries-Espénan
8. Artagnan
9. Aubarède
10. Aureilhan
11. Aurensan
12. Auriébat
13. Averan
14. Azereix
15. Barbachen
16. Barbazan-Debat
17. Barbazan-Dessus
18. Barry
19. Barthe
20. Bazet
21. Bazillac
22. Bazordan
23. Bégole
24. Bénac
25. Bernac-Debat
26. Bernac-Dessus
27. Bernadets-Debat
28. Bernadets-Dessus
29. Betbèze
30. Betpouy
31. Bonnefont
32. Bordères-sur-l'Échez
33. Bordes
34. Bouilh-Devant
35. Bouilh-Péreuilh
36. Boulin
37. Bours
38. Bugard
39. Burg
40. Buzon
41. Cabanac
42. Caharet
43. Caixon
44. Calavanté
45. Camalès
46. Campuzan
47. Castelnau-Magnoac
48. Castelnau-Rivière-Basse
49. Castelvieilh
50. Castéra-Lanusse
51. Castéra-Lou
52. Casterets
53. Caubous
54. Caussade-Rivière
55. Chelle-Debat
56. Chis
57. Cizos
58. Clarac
59. Collongues
60. Coussan
61. Devèze
62. Dours
63. Escaunets
64. Escondeaux
65. Estampures
66. Estirac
67. Fontrailles
68. Fréchède
69. Fréchou-Fréchet
70. Gardères
71. Gaussan
72. Gayan
73. Gensac
74. Gonez
75. Goudon
76. Guizerix
77. Hachan
78. Hagedet
79. Hères
80. Hibarette
81. Hitte
82. Horgues
83. Hourc
84. Ibos
85. Jacque
86. Juillan
87. Labatut-Rivière
88. Lacassagne
89. Lafitole
90. Lagarde
91. Lahitte-Toupière
92. Lalanne
93. Lalanne-Trie
94. Laloubère
95. Lamarque-Pontacq
96. Lamarque-Rustaing
97. Laméac
98. Lanespède
99. Lanne
100. Lansac
101. Lapeyre
102. Laran
103. Larreule
104. Larroque
105. Lascazères
106. Laslades
107. Lassales
108. Layrisse
109. Lescurry
110. Lespouey
111. Lhez
112. Liac
113. Lizos
114. Loucrup
115. Louey
116. Louit
117. Lubret-Saint-Luc
118. Luby-Betmont
119. Luc
120. Luquet
121. Lustar
122. Madiran
123. Mansan
124. Marquerie
125. Marsac
126. Marseillan
127. Mascaras
128. Maubourguet
129. Mazerolles
130. Mingot
131. Momères
132. Monfaucon
133. Monléon-Magnoac
134. Monlong
135. Montignac
136. Moulédous
137. Moumoulous
138. Mun
139. Nouilhan
140. Odos
141. Oléac-Debat
142. Oléac-Dessus
143. Organ
144. Orieux
145. Orincles
146. Orleix
147. Oroix
148. Osmets
149. Ossun
150. Oueilloux
151. Oursbelille
152. Ozon
153. Peyraube
154. Peyret-Saint-André
155. Peyriguère
156. Peyrun
157. Pintac
158. Poumarous
159. Pouy
160. Pouyastruc
161. Pujo
162. Puntous
163. Puydarrieux
164. Rabastens-de-Bigorre
165. Ricaud
166. Sabalos
167. Sadournin
168. Saint-Lanne
169. Saint-Lézer
170. Saint-Martin
171. Saint-Sever-de-Rustan
172. Salles-Adour
173. Sanous
174. Sariac-Magnoac
175. Sarniguet
176. Sarriac-Bigorre
177. Sarrouilles
178. Sauveterre
179. Ségalas
180. Séméac
181. Sénac
182. Sère-Rustaing
183. Séron
184. Siarrouy
185. Sinzos
186. Sombrun
187. Soréac
188. Soublecause
189. Soues
190. Souyeaux
191. Talazac
192. Tarasteix
193. Tarbes
194. Thermes-Magnoac
195. Thuy
196. Tostat
197. Tournay
198. Tournous-Darré
199. Trie-sur-Baïse
200. Trouley-Labarthe
201. Ugnouas
202. Vic-en-Bigorre
203. Vidou
204. Vidouze
205. Vielle-Adour
206. Vieuzos
207. Villefranque
208. Villembits
209. Villemur
210. Villenave-près-Béarn
211. Villenave-près-Marsac
212. Visker

## Démographie
En 2022, l'arrondissement comptait 145 643 habitants.
| 1968    | 1975    | 1982    | 1990    | 1999    | 2006    | 2011    | 2016    | 2021    |
| ------- | ------- | ------- | ------- | ------- | ------- | ------- | ------- | ------- |
| 132 304 | 137 478 | 140 373 | 139 326 | 138 839 | 142 180 | 143 837 | 140 961 | 144 942 |

| 2022    | - | - | - | - | - | - | - | - |
| ------- | - | - | - | - | - | - | - | - |
| 145 643 | - | - | - | - | - | - | - | - |